# ملتقى الحوار السياسي الليبي

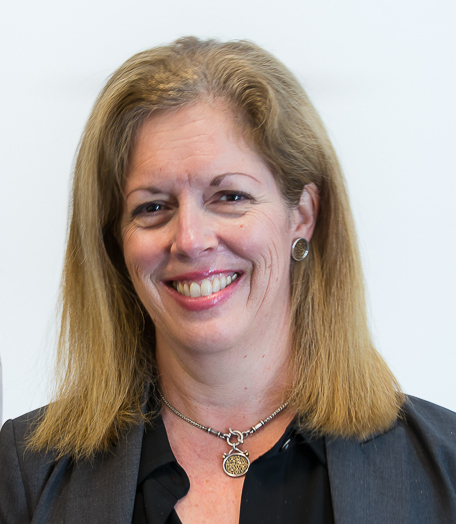
أطلقت ستيفاني ويليامز، بصفتها الممثلة الخاصة للأمين العام للأمم المتحدة بالإنابة في ليبيا ونائبة رئيس بعثة الأمم المتحدة للدعم في ليبيا، منتدى الحوار السياسي الليبي في أواخر عام 2020.

ملتقى الحوار السياسي الليبي (LPDF) هو سلسلة اجتماعات ليبية داخلية بدأت في أواخر عام 2020، بهدف الإسراع في إجراء انتخابات ليبية و «شرعية ديمقراطية للمؤسسات الليبية»
استأنف منتدى الحوار السياسي الليبي عملية السلام الليبية
التي تجري في سياق الحرب الأهلية الليبية الثانية.

شعار منتدى الحوار السياسي الليبي

## خلفية
تحولت احتجاجات الشوارع في الربيع العربي إلى الحرب الأهلية الليبية الأولى في عام 2011، حيث فقد الزعيم الليبي معمر القذافي السلطة وتعرض للإعدام دون محاكمة. كانت الترتيبات الانتقالية غير مستقرة، مما أدى إلى اندلاع الحرب الأهلية الليبية الثانية بين الحكومات الليبية المتنافسة. في أواخر عام 2015، اقترح اتفاق الصخيرات انتقالًا مؤسسيًا لتوحيد مؤسسات الدولة الليبية. اقترح مؤتمر باليرمو في نوفمبر 2018 عقد المؤتمر الوطني الليبي والانتخابات الوطنية في عام 2019. أدى هجوم أبريل 2019 على طرابلس من قبل الجيش الوطني الليبي بقيادة خليفة حفتر إلى تأخير عملية السلام التي أعاد إطلاقها غسان سلامة، رئيس بعثة الأمم المتحدة للدعم في ليبيا. تضمنت خطة سلامة وقف إطلاق النار، واجتماع دولي للدول التي تنتهك حظر الأسلحة لقرار مجلس الأمن التابع للأمم المتحدة رقم 1973، ومسارات تفاوض ليبية موازية مقسمة إلى أجزاء اقتصادية وعسكرية وسياسية.

## تعريف
بدأ تسمية منتدى الحوار السياسي الليبي على هذا النحو في سبتمبر 2019 تحت قيادة ستيفاني ويليامز لبعثة الأمم المتحدة للدعم في ليبيا كنائب لرئيسها، بعد استقالة سلامة، مُوَاصِلَةً المسار السياسي للحوار الليبي الداخلي.
تم تعريف الهدف من منتدى الحوار السياسي الليبي على أنه «خلق توافق في الآراء حول إطار وترتيبات حكم موحدة من شأنها أن تؤدي إلى إجراء انتخابات وطنية في أقصر إطار زمني ممكن من أجل استعادة سيادة ليبيا والشرعية الديمقراطية للمؤسسات الليبية».

### شرط عدم المشاركة
وضعت بعثة الأمم المتحدة للدعم في ليبيا، بناءً على «توصية من أغلبية ساحقة من الجماهير الليبية»، شرطًا يقضي بأن المشاركة في منتدى الحوار السياسي الليبي تتطلب من المشاركين التعهد بأنهم لن يشاركوا في السلطة السياسية أو السيادية في المؤسسات الجديدة التي سيتم إنشاؤها.

## المجموعات
مسار الشباب الليبي هو أحد مكونات منتدى الحوار السياسي الليبي الذي يهدف إلى تضمين مساهمات الشباب في عملية الانتقال السياسي في ليبيا. شمل الحوار الرقمي 1000 شاب ليبي داخل ليبيا وفي الشتات الليبي. عُقد اجتماع في 18 أكتوبر 2020 ضم 40 شابًا ليبيًا من مختلف الخلفيات السياسية والعرقية والقبلية. أبلغ المشاركون في بعثة الأمم المتحدة للدعم في ليبيا في اجتماع 18 أكتوبر المشاركين بالمسارات العسكرية والاقتصادية لعملية السلام بين الليبيين ذات المسارات الثلاثة، ومسار حقوق الإنسان. واتفق المشاركون على توصيات لمنتدى الحوار السياسي الليبي وللمسارين العسكري والاقتصادي لمفاوضات السلام، بما في ذلك متطلبات محددة بشأن العملية السياسية الانتقالية. اختار المشاركون أصغر عضواتهم لتقديم توصياتهم إلى منتدى الحوار السياسي الليبي.
وقسمت التوصيات إلى ثماني مجموعات: التعليقات العامة على منتدى الحوار السياسي الليبي والمسارات الأمنية والاقتصادية، السلطة التنفيذية، الفترة الانتقالية، مشروع الدستور، الانتخابات، الاقتصاد، القضايا القضائية، القضايا الأمنية. واقتراح آلية للتواصل مع منتدى الحوار السياسي الليبي. طلب العديد من المشاركين إدراج توصيات اجتماع الشباب في جنوب ليبيا في منتدى الحوار السياسي الليبي.

## الاجتماعات
خطط منتدى الحوار السياسي الليبي لبدء اجتماعات افتراضية عبر الإنترنت في 26 أكتوبر 2020، وعقد أول اجتماع مباشر لها في تونس في أوائل نوفمبر 2020. عقدت ويليامز اجتماعات مع رؤساء البلديات الليبيين من غرب وجنوب وشرق ليبيا في منتصف أكتوبر كجزء من عملية منتدى الحوار السياسي الليبي التي تهدف إلى دمج المجموعات الاجتماعية والسياسية على نطاق واسع.
عُقد اجتماع اللجنة الاستشارية لمنتدى الحوار السياسي الليبي لمدة أربعة أيام في الفترة من 13 إلى 16 يناير 2021 في جنيف، حيث تم الاتفاق على اقتراح آلية اختيار سلطة تنفيذية موحدة.
في اليوم التالي، شاركت ويليامز في محادثة عبر الإنترنت مع 1000 ليبي، معظمهم في مناطق مختلفة من ليبيا، وآخرين من الشتات. استطلاعات الرأي التي أجريت خلال الاجتماع عبر الإنترنت وجدت أن 70٪ وجدوا نتائج اجتماع اللجنة الاستشارية إيجابية. أيد 76٪ إجراء انتخابات وطنية في 24 ديسمبر 2021 ، أيد 69٪ وجود هيئة تنفيذية موحدة قبل الانتخابات. وجميعهم أيدوا وقف إطلاق النار في 23 أكتوبر / تشرين الأول 2020. أعرب بعض المشاركين عن قلقهم من أن يعيق حزب «الوضع الراهن» التغييرات.

## اختيار السلطة التنفيذية الجديدة
في 18 يناير 2021، شارك 72 من أعضاء منتدى الحوار السياسي الليبي في التصويت على اقتراح 16 يناير لإجراء موحد لاختيار السلطة التنفيذية. تمت الموافقة على الاقتراح، حيث تجاوز مؤيدو القرار 63٪، حيث أيده 51 ناخباً، ورفضه 19، وامتنع اثنان عن التصويت، وغاب اثنان. يعتمد التصويت على المجمعات الانتخابية، حيث يجب على المرشح لعضوية المجلس الرئاسي أن يحصل على 70% من إجمالي الأصوات في اقليمه، وفي حال فشل المرشحون للحصول على النسبة المطلوبة، يتم إجراء الانتخاب بنظام القوائم، تحتوي القائمة على رئيس للمجلس الرئاسي ونائبيه بالإضافة إلى رئيس الحكومة، يجب على القائمة أن تحصل على 3 تزكيات من أعضاء المنتدى من المنطقة الجنوبية و6 تزكيات من أعضاء المنتدى من المنطقة الشرقية و 8 تزكيات من أعضاء المنتدى من المنطقة الغربية لخوض الجولة الأولى (بمجموع 17 تزكية).
بعد فرز التزكيات والتأكد من عدم تزكية مرشح لقائمتين، تبدأ الجولة الأولى، وفيها يجب على القائمة الحصول على 60% من اجمالي الأصوات الصحيحة.
وإن لم تحصل أي قائمة على النسبة المطلوبة، تذهب أكثر قائمتين حصولًا على الأصوات للجولة الثانية، ويشترط لفوز القائمة في الجولة الثانية والنهائية الحصول على 50% + 1 من إجمالي الأصوات الصحيحة.

### الترشح
أعلنت بعثة الأمم المتحدة للدعم في ليبيا عن فتح باب الترشح للسلطة التنفيذية من 21 يناير إلى 28 يناير من عام 2021
في 30 يناير 2021 أعلنت بعثة الأمم المتحدة للدعم في ليبيا عن قائمة المرشحين للمجلس الرئاسي ومنصب رئيس الوزراء وذلك كالتالي:

#### الترشح للمجلس الرئاسي
يتعين على من يرغب في الترشح لعضوية المجلس الرئاسي توفير تزكيتين من قبل أعضاء المجمع الانتخابي الذي ينتمي إليه المرشح بغض النظر عن عدد الأعضاء المنتمين لذلك المجمع الانتخابي.
المترشحون
1. إدريس القايد
2. أسامة الجويلي
3. أسعد زهيو
4. خالد السائح
5. خالد المشري
6. سلامة الغويل
7. سليمان عوض
8. الشريف الوافي
9. صلاح الدين النمروش
10. طارق الأشتر
11. عبد الرحمن البلعزي
12. عبد الرحيم الشيباني
13. عبد الله اللافي
14. عبد المجيد سيف النصر
15. عقيلة صالح
16. علي أبو الحجب
17. علي بوخيرالله
18. عمر أبو شريده
19. ماجدة وفتي
20. محمد الحافي
21. محمد البرغثي
22. محمد المنفي
23. مصطفى دلاف
24. موسى الكوني

#### الترشح لمنصب رئيس الوزراء
يتعين على من يرغب في الترشح لرئاسة الحكومة توفير تزكيتين على الأقل من أعضاء ملتقى الحوار السياسي الليبي (دون شرط أن تكون التزكيتان من مجمع انتخابي واحد).
المترشحون
1. آمال جراي
2. أحمد معيتيق
3. أسامه الصيد
4. إيمان كشر
5. جمال أبوقرين
6. الحرمين محمد الحرمين
7. خالد الغويل
8. محمد خالد الغويل
9. ضو أبوضوايه
10. عاطف الحاسية
11. عبد الحميد الدبيبة
12. عبد الرحيم المنتصر
13. عبد الرزاق عبد القادر
14. عثمان عبد الجليل
15. فتح الله محمد
16. فتحي باشاغا
17. فضيل الأمين
18. محمد الأنصاري
19. محمد المنتصر
20. محمد الكيخيا
21. مفتاح حمادي
22. هشام أبو الشويكات

### التصويت
في الاجتماع المنعقد بمدينة جنيف بسويسرا، خلال الفترة من 1 إلى 5 فبراير 2021 تمت عملية التصويت على مرحلتين، كانت المرحلة الأولى بنظام التصويت الفردي لعضوية المجلس الرئاسي وفقا للمجمعات الانتخابية، والمرحلة الثانية بنظام القوائم الانتخابية.

#### المرحلة الأولى
في 2 فبراير 2021 بدأ التصويت لاختيار أعضاء المجلس الرئاسي بطريقة المجمعات الانتخابية وأُعلنت النتيجة في نفس اليوم وكانت كالتالي:
| مجمع الغرب                       | مجمع الغرب                       | مجمع الغرب                       | مجمع الغرب                              |
| -------------------------------- | -------------------------------- | -------------------------------- | --------------------------------------- |
| عدد التواقيع في سجل الناخبين     | عدد التواقيع في سجل الناخبين     | عدد التواقيع في سجل الناخبين     | 37                                      |
| عدد غير الموقعين في سجل الناخبين | عدد غير الموقعين في سجل الناخبين | عدد غير الموقعين في سجل الناخبين | 0                                       |
| عدد اوراق الاقتراع الباطلة       | عدد اوراق الاقتراع الباطلة       | عدد اوراق الاقتراع الباطلة       | 1                                       |
| ت                                | اسم المرشح                       | عدد الأصوات                      | النسبة المئوية من مجموع الأصوات الصحيحة |
| 1                                | إدريس القايد                     | 5                                | %13.9                                   |
| 2                                | أسامة الجويلي                    | 2                                | %5.6                                    |
| 3                                | أسعد زهيو                        | 2                                | %5.6                                    |
| 4                                | خالد المشري                      | 8                                | %22.2                                   |
| 5                                | سلامة الغويل                     | 2                                | %5.6                                    |
| 6                                | صلاح الدين النمروش               | 4                                | %11.1                                   |
| 7                                | طارق الأشتر                      | 1                                | %2.8                                    |
| 8                                | عبد الرحمن البلعزي               | 3                                | %8.3                                    |
| 9                                | عبد الرحيم الشيباني              | 3                                | %8.3                                    |
| 10                               | عبد الله اللافي                  | 1                                | %2.8                                    |
| 11                               | محمد الحافي                      | 5                                | %13.9                                   |
| مجموع الأصوات الصحيحة            | مجموع الأصوات الصحيحة            | مجموع الأصوات الصحيحة            | 36                                      |
| مجمع الشرق                       |                                  |                                  |                                         |
| عدد التواقيع في سجل الناخبين     | عدد التواقيع في سجل الناخبين     | عدد التواقيع في سجل الناخبين     | 23                                      |
| عدد غير الموقعين في سجل الناخبين | عدد غير الموقعين في سجل الناخبين | عدد غير الموقعين في سجل الناخبين | 0                                       |
| عدد اوراق الاقتراع الباطلة       | عدد اوراق الاقتراع الباطلة       | عدد اوراق الاقتراع الباطلة       | 0                                       |
| ت                                | اسم المرشح                       | عدد الأصوات                      | النسبة المئوية من مجموع الأصوات الصحيحة |
| 1                                | خالد السائح                      | 1                                | %4.3                                    |
| 2                                | سليمان عوض                       | 0                                | %0                                      |
| 3                                | الشريف الوافي                    | 6                                | %26.1                                   |
| 4                                | عقيلة صالح                       | 9                                | %39.1                                   |
| 5                                | علي بوخير الله                   | 0                                | %0                                      |
| 6                                | محمد البرغثي                     | 2                                | %8.7                                    |
| 7                                | محمد المنفي                      | 5                                | %21.7                                   |
| 8                                | مصطفى دلاف                       | 0                                | %0                                      |
| مجموع الأصوات الصحيحة            | مجموع الأصوات الصحيحة            | مجموع الأصوات الصحيحة            | 23                                      |
| مجمع الجنوب                      |                                  |                                  |                                         |
| عدد التواقيع في سجل الناخبين     | عدد التواقيع في سجل الناخبين     | عدد التواقيع في سجل الناخبين     | 14                                      |
| عدد غير الموقعين في سجل الناخبين | عدد غير الموقعين في سجل الناخبين | عدد غير الموقعين في سجل الناخبين | 0                                       |
| عدد اوراق الاقتراع الباطلة       | عدد اوراق الاقتراع الباطلة       | عدد اوراق الاقتراع الباطلة       | 0                                       |
| ت                                | اسم المرشح                       | عدد الأصوات                      | النسبة المئوية من مجموع الأصوات الصحيحة |
| 1                                | عبد المجيد سيف النصر             | 6                                | %42.9                                   |
| 2                                | علي أبو الحجب                    | 1                                | %7.1                                    |
| 3                                | عمر أبو شريده                    | 5                                | %35.7                                   |
| 4                                | موسى الكوني                      | 2                                | %14.3                                   |
| مجموع الأصوات الصحيحة            | مجموع الأصوات الصحيحة            | مجموع الأصوات الصحيحة            | 14                                      |

ونظرا لعدم حصول أي مرشح النسبة المطلوبة 70%، انتقل التصويت للمرحلة الثانية.